# Jerry Bergonzi

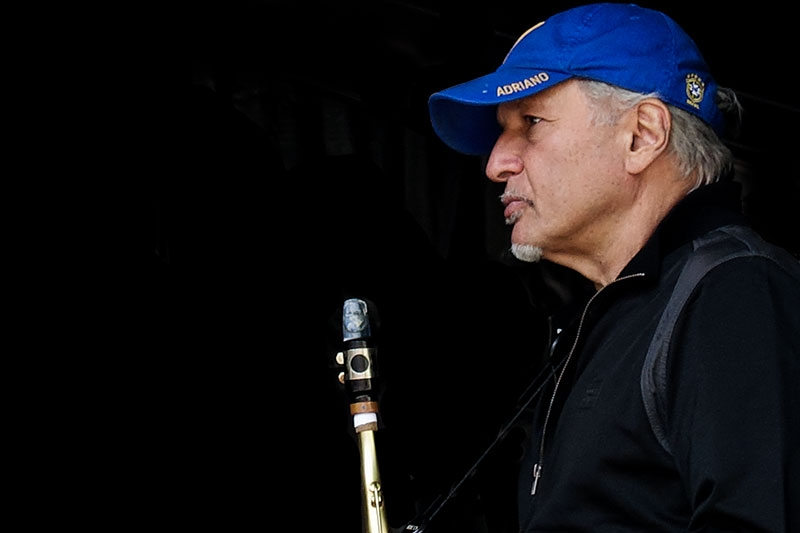
Jerry Bergonzi (2016)

Jerry Bergonzi (* 21. Oktober 1947 in Boston, Massachusetts) ist ein US-amerikanischer Saxophonist des Modern Jazz.

## Leben und Wirken
Bergonzi begann im Alter von acht Jahren mit dem Klarinettenspiel und wechselte als Zwölfjähriger zum Saxophon. Er spielte mit einer Band namens The Stardusters, nahm an den wöchentlichen Sessions der Studentenband des Berklee College of Music teil und war Mitglied der Jugendband von John LaPorta. Er studierte bis 1971 an der University of Lowell und schlug sich nach seinem Abschluss zunächst als Bassgitarrist durch.
1972 ging Bergonzi nach New York, wo er mit Musikern wie Joe Lovano, Steve Slagle, Billy Drewes, Paul Moen, Pat LaBarbera, Dave Liebman, John Scofield, Michael Brecker, Bob Berg, Tom Harrell, Steve Grossman und Victor Lewis arbeitete. Bekannt wurde er als Mitglied der Two Generations of Brubeck, der neben Dave Brubeck seine Söhne Darius, Chris und Danny angehörten und die mit Musikern wie Perry Robinson und Mad Cat Ruth auftrat. Zwischen 1973 und 1975 trat er mit der Gruppe u. a. im Sydney Opera House, der Royal Festival Hall in London, im Lincoln Center und der Hollywood Bowl und bei verschiedenen Jazzfestivals auftrat.
1977 kehrte Bergonzi nach Boston zurück, wo er mit dem Bassisten Bruce Gertz, den Schlagzeugern Bob Kaufman und Jeff Williams, dem Pianisten Eric Gunnison und den Gitarristen Mike Stern und Mick Goodrick die Band Con Brio gründete, mit der er sechs Alben aufnahm. Von 1979 bis 1981 unternahm er eine Welttournee als Mitglied des Dave Brubeck Quartet.

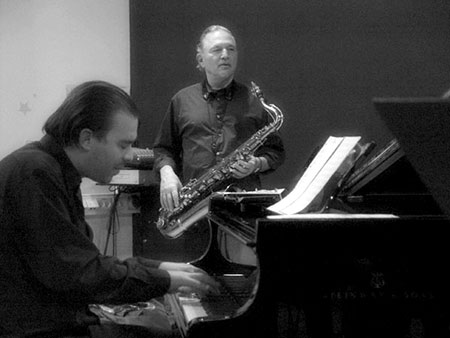
Jerry Bergonzi mit Carl Winther (2014)

Neben vier Alben als Bandleader – beginnend mit Jerry on Red (1988) – nahm Bergonzi in den 1980er und 1990er Jahren für das Label Red Records mit Musikern wie Kenny Barron, Bobby Watson, Salvatore Tranchini, Fred Hersch und Alex Riel auf. 1987 wirkte er als Gastmusiker an dem Album The Art of the Saxophone von Bennie Wallace mit. In den 1990er Jahren trat er auch in Dänemark, Frankreich und Deutschland auf und war an Eartha Kitts Album Thinking Jazz beteiligt. Weiterhin arbeitete er mit Musikern wie Phil Grenadier und Carl Winther, mit denen er die beiden Alben Dog Star (2015) und The Seven Rays (2016) einspielte, ferner mit Michael Treni, Richard Sussman, George Garzone, Bruce Gertz, Hal Galper (Cubist, 2018) und Andy LaVerne. Im Bereich des Jazz war er laut Tom Lord zwischen 1973 und 2018 an 180 Aufnahmesessions beteiligt.
Seit Mitte der 1980er-Jahre widmete sich Bergonzi verstärkt der Lehrtätigkeit. Bei Advance Music erschien seine sechsteilige Improvisationsschule Inside Improvisation. Neben seiner Tätigkeit als Professor am New England Conservatory unterrichtete er u. a. am Berklee College of Music, der North Texas State University, dem Eastman College, am Conservatoire de Paris, der Staatlichen Hochschule für Musik und Darstellende Kunst Mannheim und dem Taller de Musicos in Madrid und gab Kurse in Schweden und Finnland.

## Diskographische Hinweise

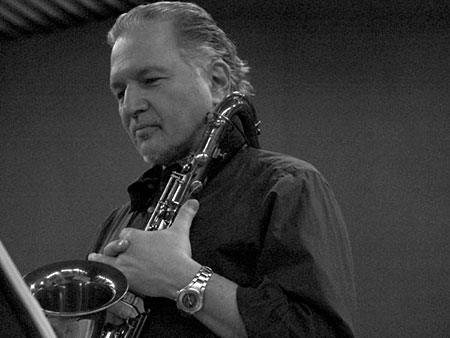
Jerry Bergonzi (2014)

- Lineage (Red, 1989) mit Mulgrew Miller, Adam Nussbaum, Dave Santoro
- Inside Out mit Salvatore Bonafede, Bruce Gertz, Salvatore Tranchini, 1989
- Vertical Reality (Musidisk, 1995) mit Billy Hart, Andy LaVerne, George Mraz, Mike Stern
- Just Within mit Adam Nussbaum, Dan Wall, 1996
- Lost in the Shuffle (Double Time, 1998) mit Adam Nussbaum, Dan Wall
- Wiggy (Double Time, 1999) mit Adam Nussbaum, Dan Wall
- A Different Look (Double Time, 2001) mit Adam Nussbaum, Dan Wall
- Tenor of the Times mit Renato Chicco, Dave Santoro, 2006
- Three Point Shot (Intuition, 2010)
- Convergence (Savant, 2011)
- George Garzone / Jerry Bergonzi / Bob Moses / Richard Andersson: Splitting Up in Boston, 2015
- Spotlight on Standards, mit Ranato Chicco, Andrea Michelutti (Savant, 2016)

## Lexigraphische Einträge
- Leonard Feather, Ira Gitler: The Biographical Encyclopedia of Jazz. Oxford University Press, New York 1999, ISBN 0-19-532000-X (englisch).
- Wolf Kampmann, unter Mitarbeit von Ekkehard Jost (Hrsg.): Reclams Jazzlexikon. Reclam, Stuttgart 2003, ISBN 3-15-010528-5.